# Jeoselyna Rodríguez
Jeoselyna Rodríguez Santos (Santo Domingo, 9 dicembre 1991) è una pallavolista dominicana, di ruolo opposto.

## Palmarès

### Club
- Campionato dominicano: 3

2006
2007
2008
- Coppa della Regina: 1

2010-11
- Supercoppa spagnola: 1

2010

### Nazionale (competizioni minori)
- Coppa panamericana 2008
- Final Four Cup 2008
- Coppa panamericana 2009
- Final Four Cup 2009
- Coppa panamericana 2010
- Giochi centramericani e caraibici 2010
- Coppa panamericana under 23 2012
- Montreux Volley Masters 2013
- Coppa panamericana 2013
- Campionato mondiale under 23 2013
- Coppa panamericana 2017

### Premi individuali
- 2008 - Campionato dominicano: MVP
- 2013 - Campionato mondiale under 23: Miglior opposto